# Драгоманова Людмила Михайлівна
Людмила Михайлівна Драгоманова (до шлюбу Кучинська; криптонім — Л. Д.; 3 травня 1842, Гадяч, Полтавська губ. — 16 травня 1918, Київ) — українська громадсько-культурна діячка, перекладачка, художниця.
Дружина Михайла Драгоманова, мати Лідії Шишманової, Аріадни (Ради) Труш та Світозара Драгоманова. Дядина Лесі Українки.

## Життєпис
Народилась у сім'ї нащадків козацької старшини на хуторі Кучинщина біля Гадяча. Батько Михайло був професором артилерії Віленської військової школи. Мати Марфа Осипівна тримала до хреста Ольгу Драгоманову.
Освіту Людмила здобула у приватному Київському пансіоні шляхетних дівчат А. Нельговської. Мала мистецькі таланти: виступала на сцені як акторка-аматорка у 1860-ті роки, блискуче грала на фортеп'яно.
20 серпня 1864 р. одружилася з Михайлом Драгомановим, якого знала з дитинства. Через нього увійшла у коло громадівців і відтоді поділяла всі життєві негаразди й успіхи чоловіка, допомагала у видавничій справі, перекладала його твори.
17 жовтня 1865 р. народила дочку Ліду.
На початку 1870-х р. виїхала разом з донькою та чоловіком за кордон у його наукове відрядження, де родина прожила три роки: рік у Німеччині та два — в Італії.
У «Вестник Европы» за 1874 р. надруковано у співавторстві з чоловіком її працю-розвідку «Народні говірки й місцевий елемент в освіті». У першій половині 1870-х р. була ініціаторкою Товариства денних притулків-шкіл для дітей робітничого класу в Києві. Приятелювала з Оленою Косач-Тесленко-Приходько.
1876 р. через заборону царським урядом викладати в українських університетах Михайло Драгоманов вимушений був назавжди залишити Київ і виїхати за кордон, спочатку до Відня, а потім до Швайцарії, за ним слідувала й Людмила з дочкою.
З осені 1876 р. родина Драгоманових мешкала в Женеві.
15 (27) березня 1877 р. народила дочку Аріадну (Раду), а 29 червня 1884 р. — сина Світозара.
Наприкінці 1889 р. Людмила Драгоманоа з 12-літньою Аріадною та 5-річним Світозаром переїздить до Софії, куди раніше, 28 серпня, на запрошення болгарського міністерства народної просвіти, переїхав чоловік, посівши катедру історії у першому болгарському вищому навчальному закладі — Вища школа. Цього ж року до свого чоловіка в Софію переїхала після одруження також і старша дочка Лідія. 1889 р. зять Іван Шишманов, приємно вражений родиною Драгоманових, напише Людмилі у привітанні з Днем народження: «Як мені особисто хотілося привітати зі святом, поцілувати руку і запевнити в своїй любові і любові моєї маленької, щасливої сім'ї (частини Вашої — і дай бог, щоб вона була у багатьох відношеннях живою копією Вашої), але конгрес мене утримує…».
У 1894—1895 рр. родину Драгоманових відвідала чоловікова племінниця, письменниця Леся Українка, мешкаючи в їхньому будинку в Софії, мала змогу користуватися величезною бібліотекою Драгоманова та допомагала Людмилі доглядати хворого чоловіка.
Після 1895 року, по смерті чоловіка, допомагала Михайлові Павликові у виданні наукової спадщини Михайла Драгоманова. Листувалася з Іваном Франком, Лесею Українкою та іншими письменниками.
1899 р. на запрошення Олени Пчілки переїхала з Аріадною до Києва (Світозар прибув раніше). Мешкала в Києві до кінця свого життя.
Померла в Києві 16 травня 1918 р. після тяжкої недуги (рак). Похована 18 травня за державний кошт на другій дільниці нового Байкового цвинтаря (могила втрачена після Другої світової війни).

## Творчість
Після смерти М. Драгоманова 20 червня 1895, коли через жалобу не могла грати на фортеп'яні, почала вчитися разом з донькою Радою малювати, виявивши неабиякі здібності. Після заснування (1893 р.) дочкою Лідією Болгарського музичного та мистецького товариств брала участь у виставках, експонуючи свої картини. Інший зять Іван Труш експонував її малюнки на виставці у Львові.
Переклала російською новели Василя Стефаника «Осінь», «Лист» («Русские ведомости», 1902), «Мамин синок», «Новина» («Славянский мир», 1909).